# Faculdade de Odontologia de Piracicaba
A Faculdade de Odontologia de Piracicaba (FOP) é uma instituição de ensino superior brasileira, vinculada à Universidade de Campinas.
Oferece curso de graduação em odontologia, cursos de pós-graduação em nível de mestrado e doutorado, cursos de extensão em nível de especialização e atualização em todas as áreas clínicas e sociais.
A Faculdade de Odontologia de Piracicaba tem alcançado reconhecimento internacional como uma das principais instituições do mundo.

## História

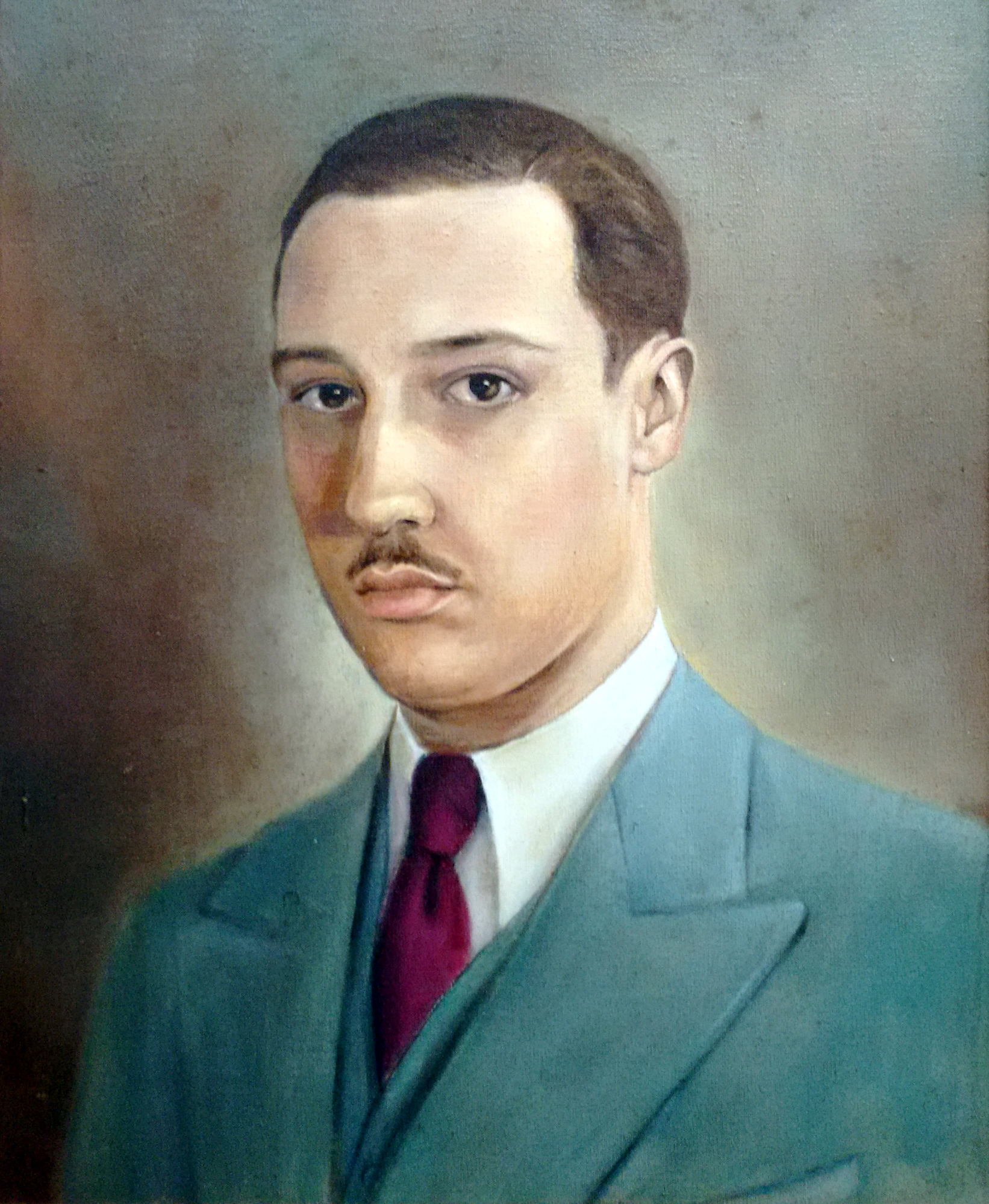
Prof. Dr. Carlos H. R. Liberalli, fundador da Faculdade de Odontologia de Piracicaba

A história da Faculdade de Odontologia de Piracicaba (FOP) remonta a sua fundação em 1955, inicialmente denominada Instituto Isolado Estadual. Ao longo dos anos, a FOP se consolidou como uma das principais instituições de ensino de odontologia no Brasil.
Inicialmente instalada em um prédio no centro de Piracicaba, a FOP enfrentou um crescimento significativo de suas atividades, o que tornou o espaço insuficiente. Como resultado, na segunda metade da década de 1970, um novo e amplo prédio foi construído em uma área de aproximadamente 60.000 m2, com 20.000 m2 de área construída. Além disso, um novo prédio com 3.000 m2 estava em construção, destinado a abrigar atividades clínicas e atendimento à população local e regional.
Ao longo de sua história, a FOP se destacou pelo empenho no desenvolvimento da pesquisa e pela oferta de cursos de graduação e pós-graduação em odontologia, proporcionando uma formação de qualidade aos estudantes. Suas clínicas de atendimento odontológico têm sido fundamentais para oferecer tratamento de alta qualidade à população, consolidando-se como um centro de referência para outras localidades.
Em 2017, foi classificada na 27ª posição no QS World University Ranking, destacando-se entre as melhores faculdades do mundo. Na mesma edição, a Universidade Estadual de Campinas (Unicamp) também figurou entre as 50 melhores universidades globais. Essa trajetória de excelência se manteve ao longo dos anos, e em 2019, a FOP posicionou-se na 34ª posição no ranking das melhores faculdades de odontologia do mundo, consolidando sua reputação de excelência acadêmica.
Assim, a FOP se tornou um marco no ensino e na pesquisa odontológica, contribuindo significativamente para o avanço da odontologia no país.

## Atendimento à comunidade

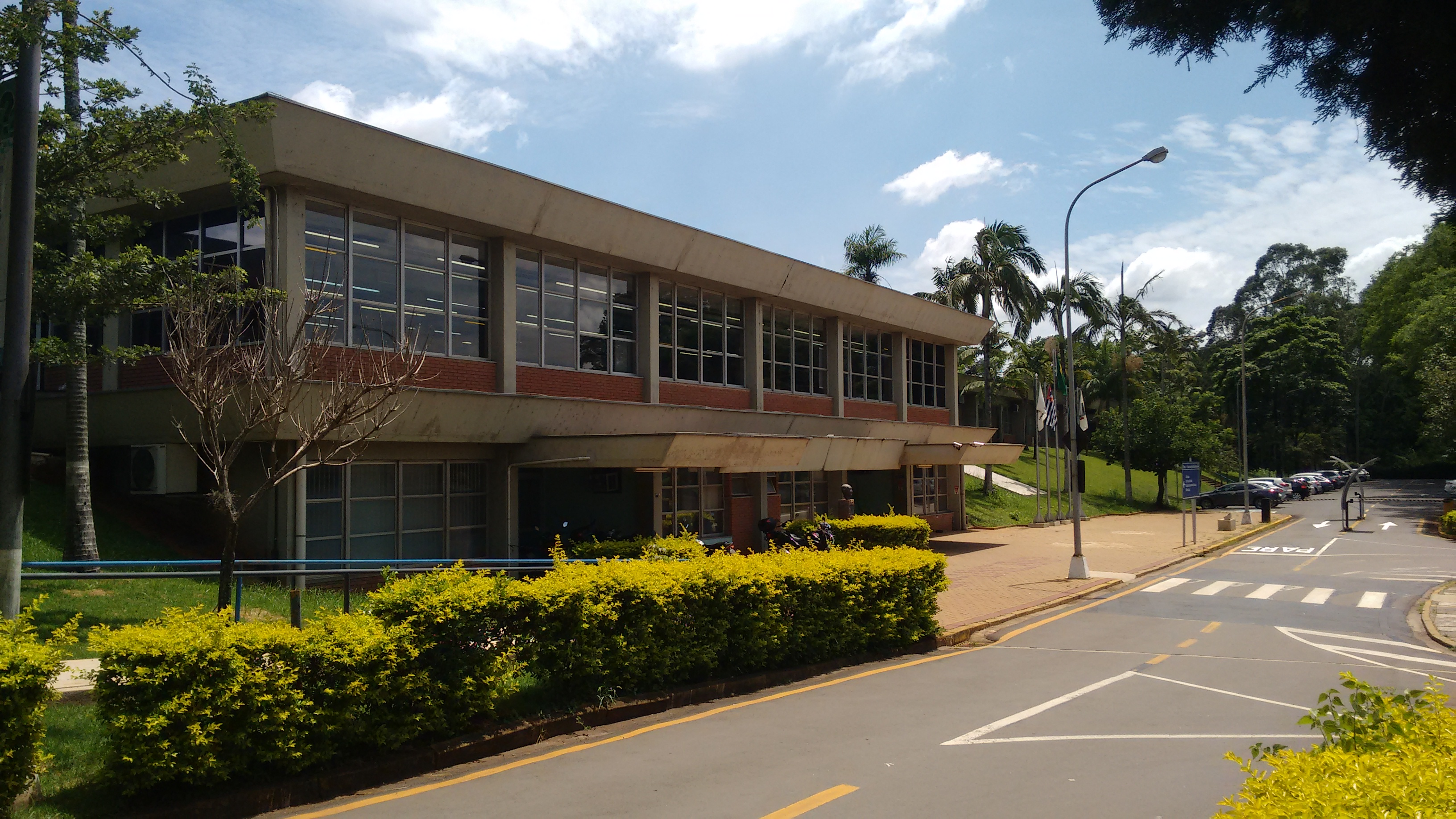
Entrada do prédio principal

É oferecido por diversas áreas, entre elas a Clínica de Graduação e Pós-Graduação, que realiza 200.000 atendimentos por ano; o Centro Cirúrgico e o Serviço de Radiologia Odontológica, que também presta importantes serviços nas suas respectivas áreas; o CEPAE (Centro de Pesquisa e Atendimento para Pacientes Especiais), que atende crianças de 0 a cinco anos de idade, além de oferecer orientação às gestantes; o Orocentro (Centro de Diagnóstico e Tratamento de Lesões Bucais), que, entre as principais atividades, realiza atendimento odontológico a doentes de câncer, portadores de HIV e com manifestações clínicas da aids. A esse grupo é oferecido tratamento convencional como restaurações, cirurgias, canal e tratamento periodontal e protético (próteses), também atendimentos noturnos para a população.

### Projetos de atendimento
Entre os projetos desenvolvidos pela instituição estão o Sempre Sorrindo, que executa atendimento preventivo e curativo às crianças da rede municipal de ensino de Piracicaba, e o programa da Assistência Mariana, que presta atendimento odontológico à população de baixa renda da cidade de Piracicaba.

## Números
O corpo docente está formado por 83 professores (100% doutores, dos quais 30% possuem pós-doutorado no exterior); 149 servidores não docentes; 331 alunos nos cursos de graduação; 382 odontólogos, distribuídos nos cursos de pós-graduação entre mestrando e doutorando; 464 discentes nos cursos de especialização e atualização e 60 no curso técnico.
Até o ano de 2004, a FOP formou 2.816 alunos de graduação, foram defendidas 1.440 teses, 2.168 profissionais nos cursos de especialização e extensão foram qualificados, além dos 1.431 alunos que concluíram os cursos técnicos.

## Laboratórios

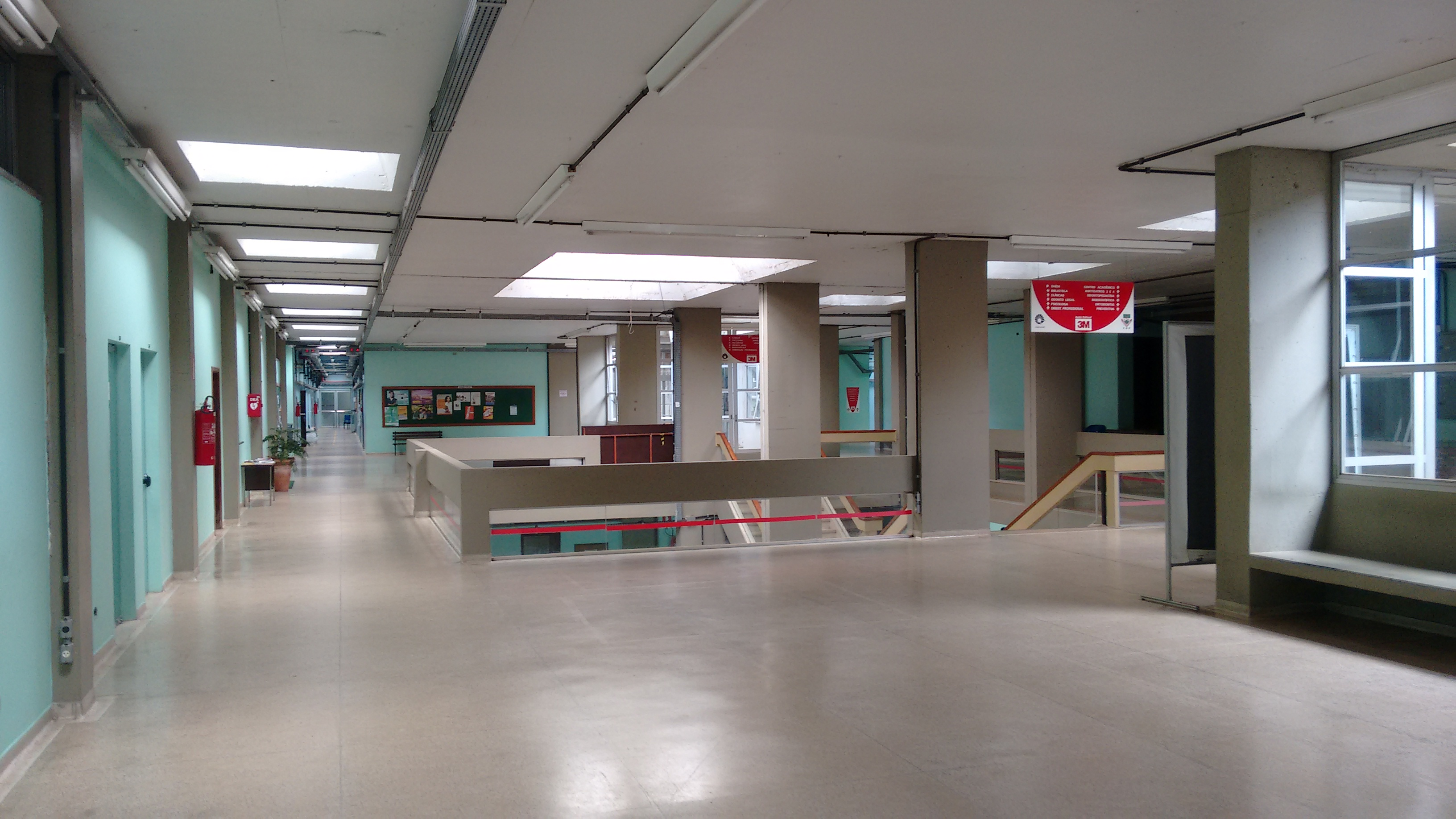
Interior da faculdade

Grande parte de seus laboratórios teve seu espaço físico totalmente reestruturado. Na graduação, o laboratório de pré-clínica foi projetado para o manuseio de produtos tóxicos atendendo as normas de biossegurança, tem capacidade para receber até 90 alunos das áreas de prótese fixa, prótese total, prótese removível, materiais dentários, farmacologia, cirurgia, endodontia e dentística. Nele, o aluno faz o primeiro treinamento antes de iniciar os procedimentos no paciente na clínica odontológica.
O laboratório conta ainda com circuito interno de TV fechado que permite demonstrar procedimentos na cavidade oral dos manequins em tempo real, além da exibição de vídeos. Os manequins são semelhantes à face humana com estruturas anatômicas, língua, bochecha e lábios.

### Microscópio eletrônico de varredura
As pesquisas desenvolvidas na FOP contam com o auxílio de um microscópio eletrônico de varredura, que atende a todas as áreas da faculdade e instituições externas. Com capacidade de ampliação de até 300.000 vezes, o equipamento atua na análise de superfície de amostras com extrema facilidade de operação através de um computador pessoal e um mouse. O microscópio, obtido no ano de 2000 e localizado no Departamento de Morfologia, foi adquirido graças a um projeto interdisciplinar desenvolvido em parceria com a FAPESP.

## Linhas de pesquisa
- Biologia bucodental

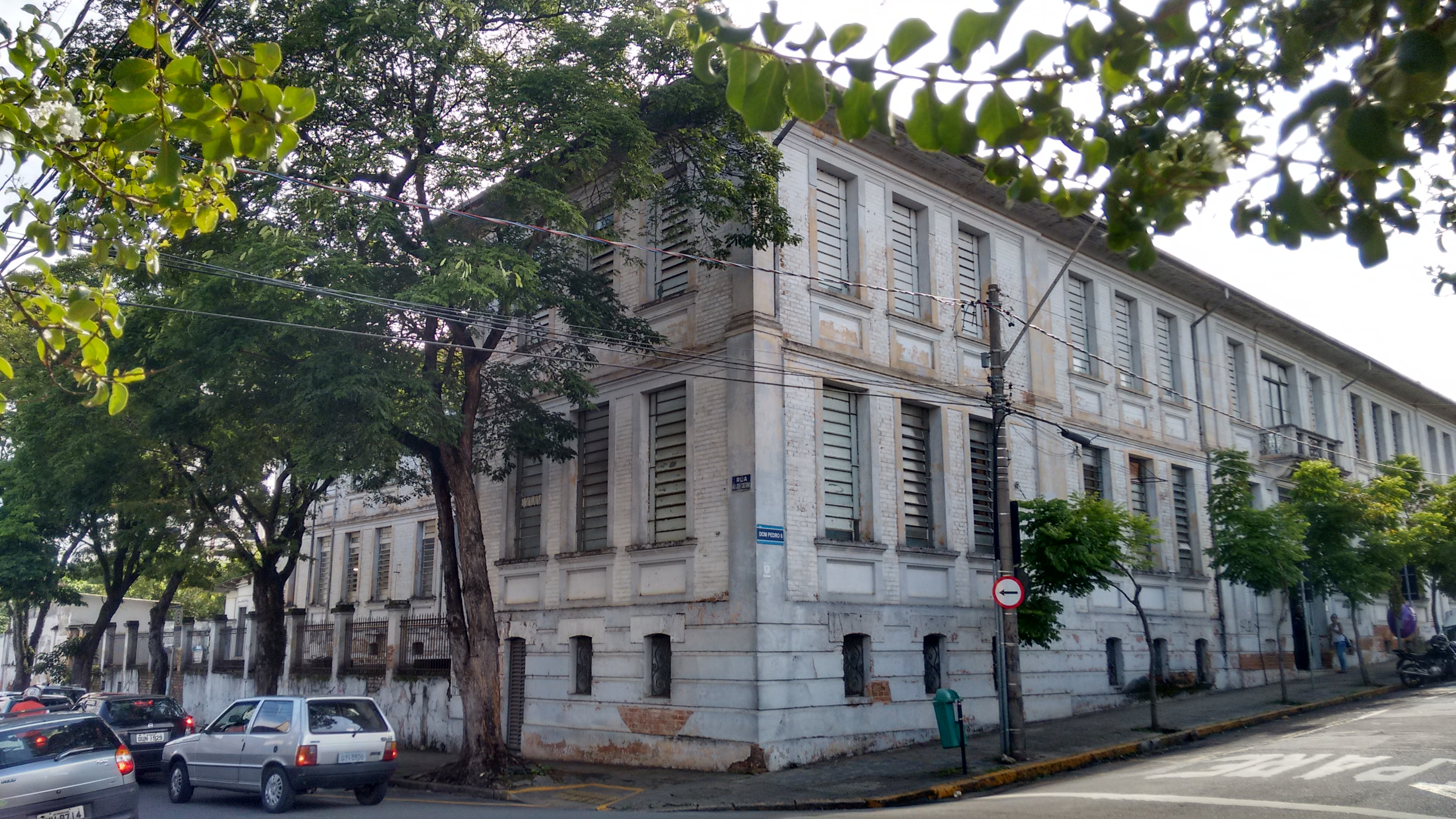
Prédio do Curso Técnico de Prótese da FOP, na Rua Dom Pedro II, 627, centro de Piracicaba

  - Comportamento cinesiológico e morfofuncional dos sistemas muscular e esquelético, em especial dos músculos da face
  - Expressão da matriz extracelular em tecidos bucais
- Clínica odontológica
  - Biotecnologia aplicada a cirurgia bucomaxilofacial.
- Estomatopotogia
  - Patologias das glândulas salivares

Estudos clínicos, epidemiológicos, microscópicos e moleculares dos tumores de glândulas salivares da cavidade bucal e seus fatores prognósticos.
- Matriz extracelular
  - Avaliação bioquímica e molecular das glicoproteínas da matriz extracelular nos tecidos bucais normais e nos processos patológicos.
- Carcinoma espinocelular